# ددزا
ددزا (به لاتین: Dedza) یک شهر در مالاوی است که در منطقه مرکزی مالاوی واقع شده‌است.

## خصوصیات
ددزا ۱۵٬۷۵۳ نفر جمعیت دارد.